# 聖公會聖約翰曾肇添小學
聖公會聖約翰曾肇添小學（英語：S.K.H. St. John's Tsang Shiu Tim Primary School）是一所香港觀塘區的津貼小學，於1969年創校，2019年遷至位於秀茂坪安翠街的現址。

## 歷任校長
上午校
- 林柏秀先生（1969年-1978年，創校校長）
- 何韞徽女士（1978年-1982年，末任上午校校長，後過渡為首任全日制校長）（2020年逝世）

下午校
- 李鋈華先生（1970年-1975年，創校校長，後轉往同系基顯小學出任校長）
- 王熾基先生（1975年-1982年，末任下午校校長）

全日制
- 何韞徽女士（1982年-1995年，首任全日制校長）（2020年逝世）
- 葉國華先生（1995年-2002年，後轉往其他學校出任校長）
- 關偉益先生（2002年-2004年，同上）
- 蕭慧芬女士（2004年-2011年，同上）
- 金永添先生（2011年起，現任校長）

## 歷史
此校原名為「聖公會聖約翰小學」，於1969年11月5日在同區的坪石邨的一間「火柴盒」小學校舍創立，初年分為上、下午校。
而在1978-80年期間，由於同系梁季彝中學永久校舍仍未建成，曾借用此校課室上課。
至1982年，由於觀塘區適齡學童數目減少，此校改以全日制方式辦學，並一直維持至今。
2015年10月，此校獲批現址的土地建校。新校舍於2019年9月正式完工並遷入，成為安達臣道發展計劃下首座建成的校舍。在興建期間，由於此校獲曾肇添基金會捐贈建設費用，故「聖約翰小學」自2019年起更名為「聖約翰曾肇添小學」。

## 校舍

### 坪石邨舊校舍

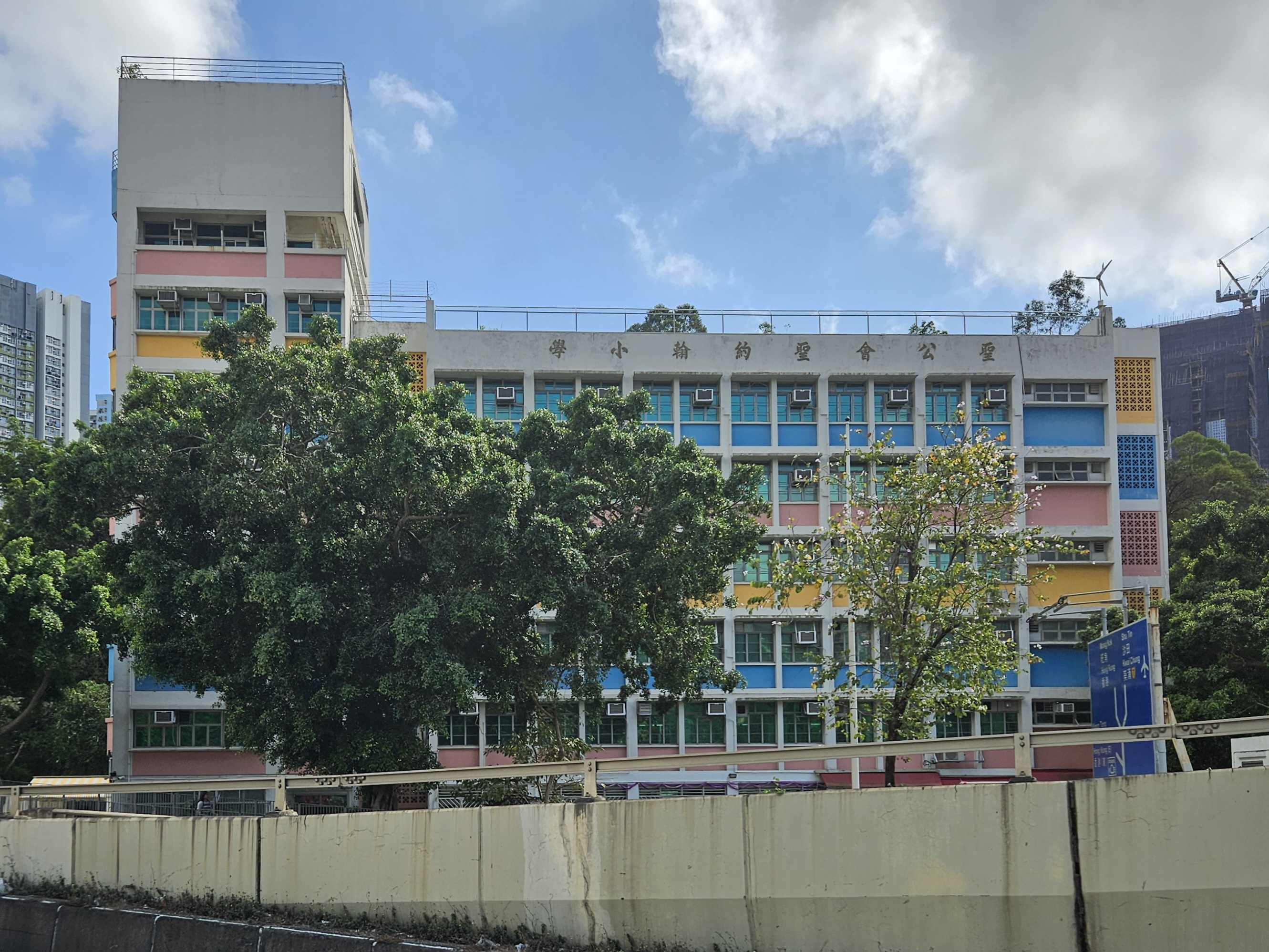
聖公會聖約翰小學

原有校址位於坪石邨，為邨內三座標準的「火柴盒」小學之一，鄰近清水灣道。該校舍連同地下樓高6層，設有24間課室，並曾在校舍東面擴建新翼。
舊校舍已隨著現有校舍的啟用，於2019年交回房屋署。按照政府規劃，因原址重建而需搬遷的香港盲人輔導會土瓜灣工廠，將會暫時搬遷至舊校校舍，2022年啟用。

### 安翠街現時校舍
聖約翰曾肇添小學的現有校舍位於安翠街與安秀道交界處，鄰近安達邨，為一座後千禧校舍，佔地6,400平方米，設有30間課室連各類特別室。
該校舍由興業建築師有限公司設計，並由德材建築承建，於2016年6月付諸立法會表決，12月動工，2019年啟用。
值得一提的是，此校禮堂自2019年起，為區議會選舉中安達選區的指定投票站。

#### 新校舍圖集

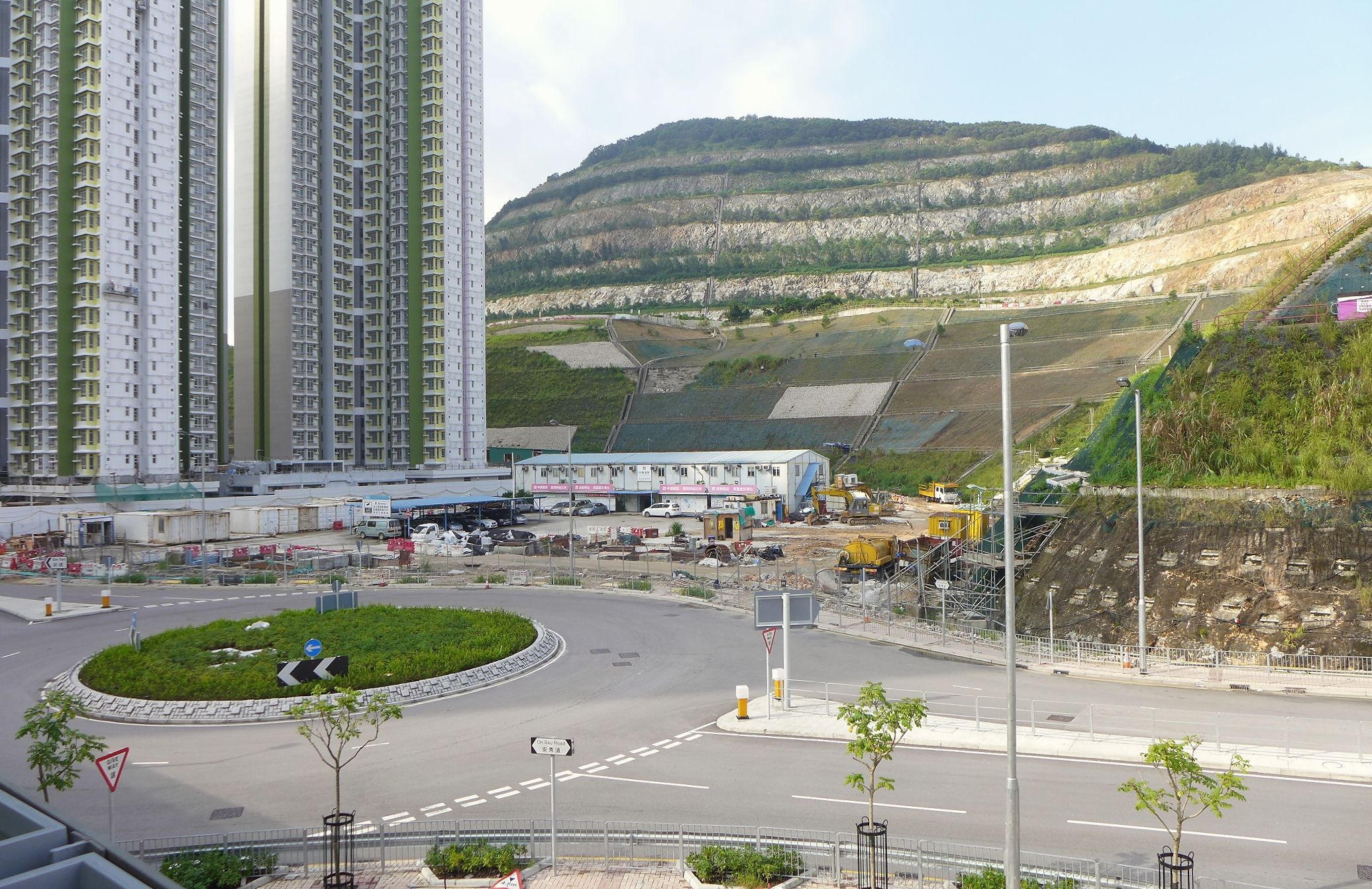
興建前的校舍為地盤辦事處（2016年8月）
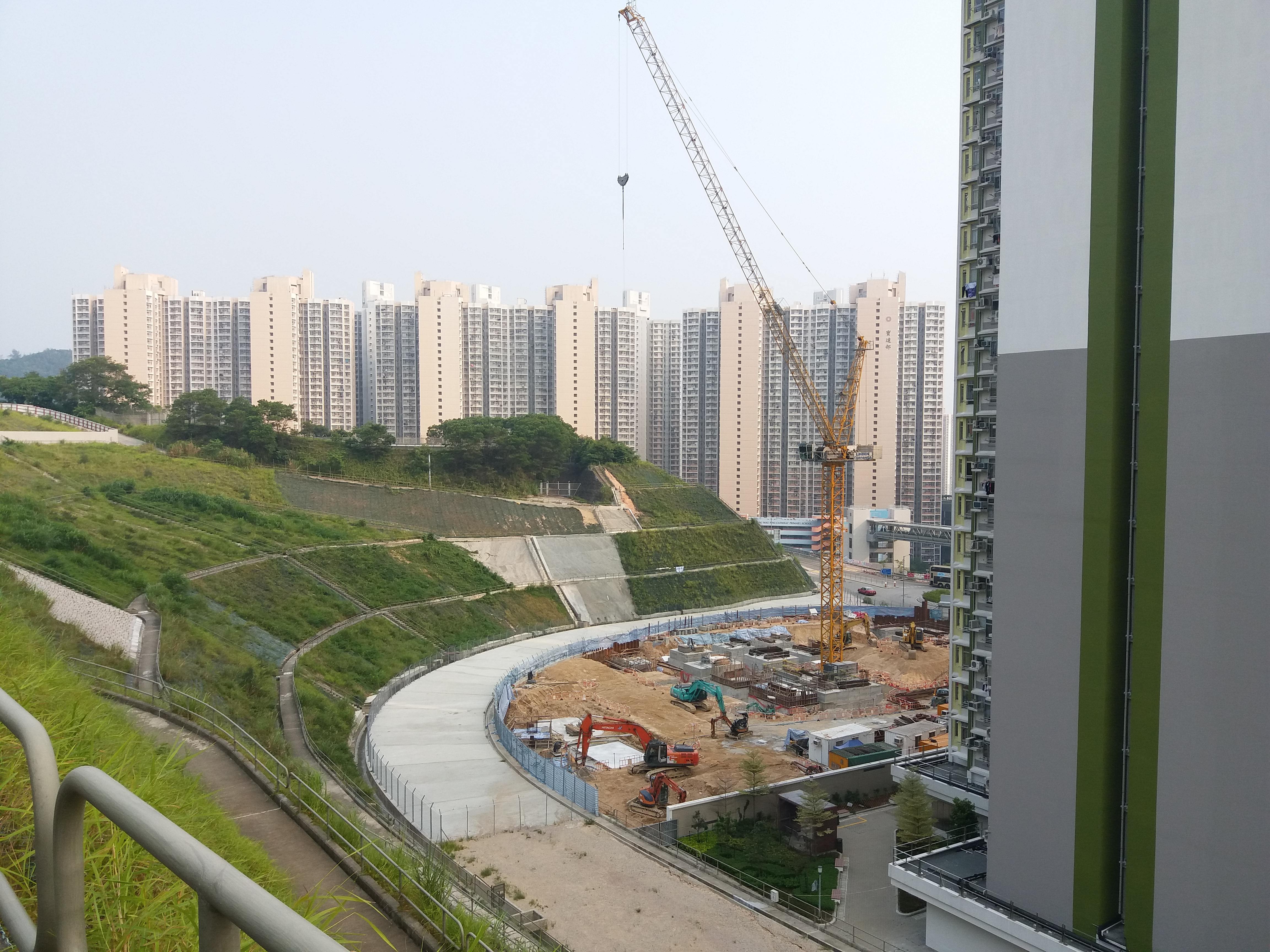
興建中的校舍（2017年7月）
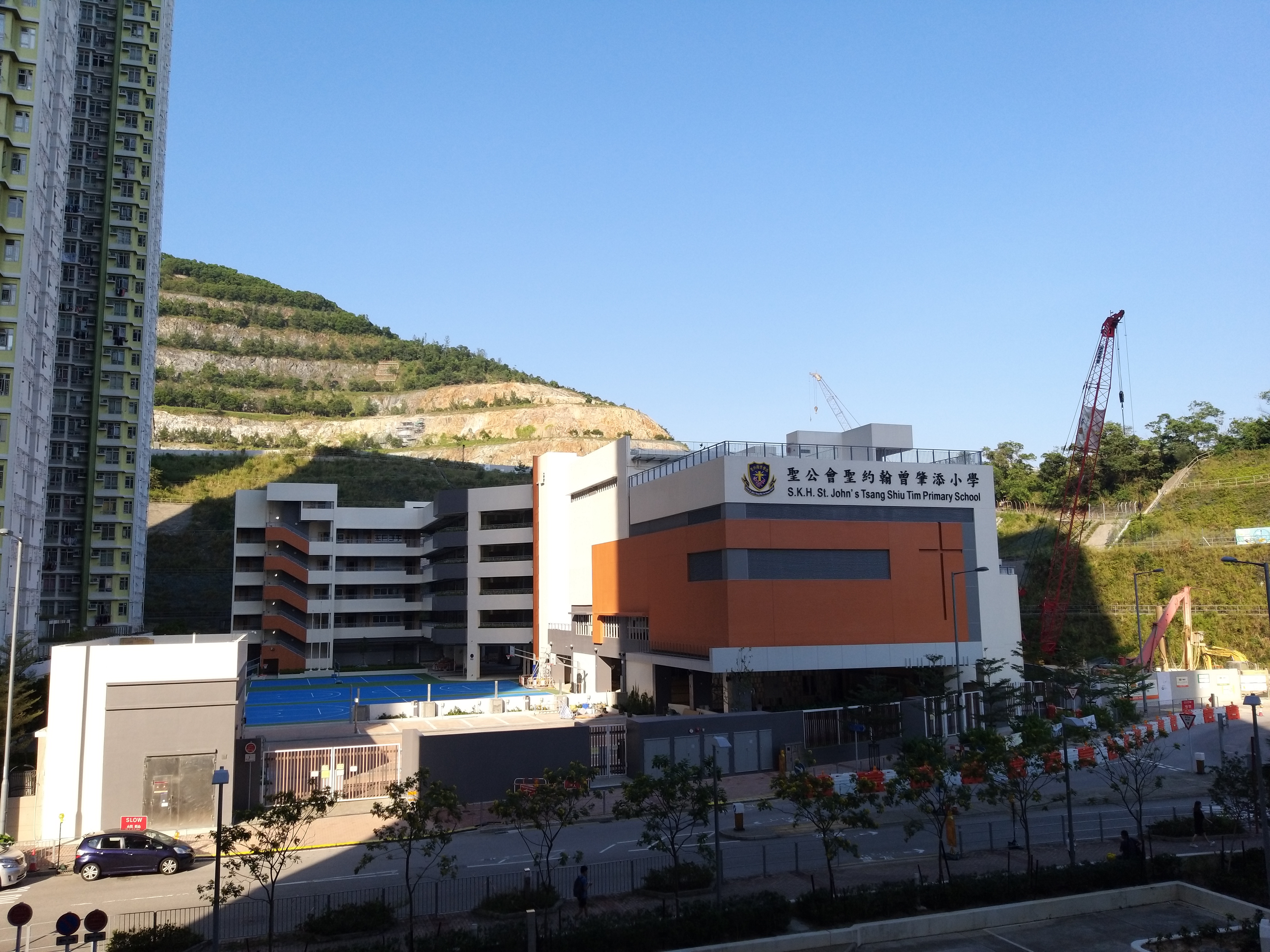
剛建成的校舍（2019年9月）
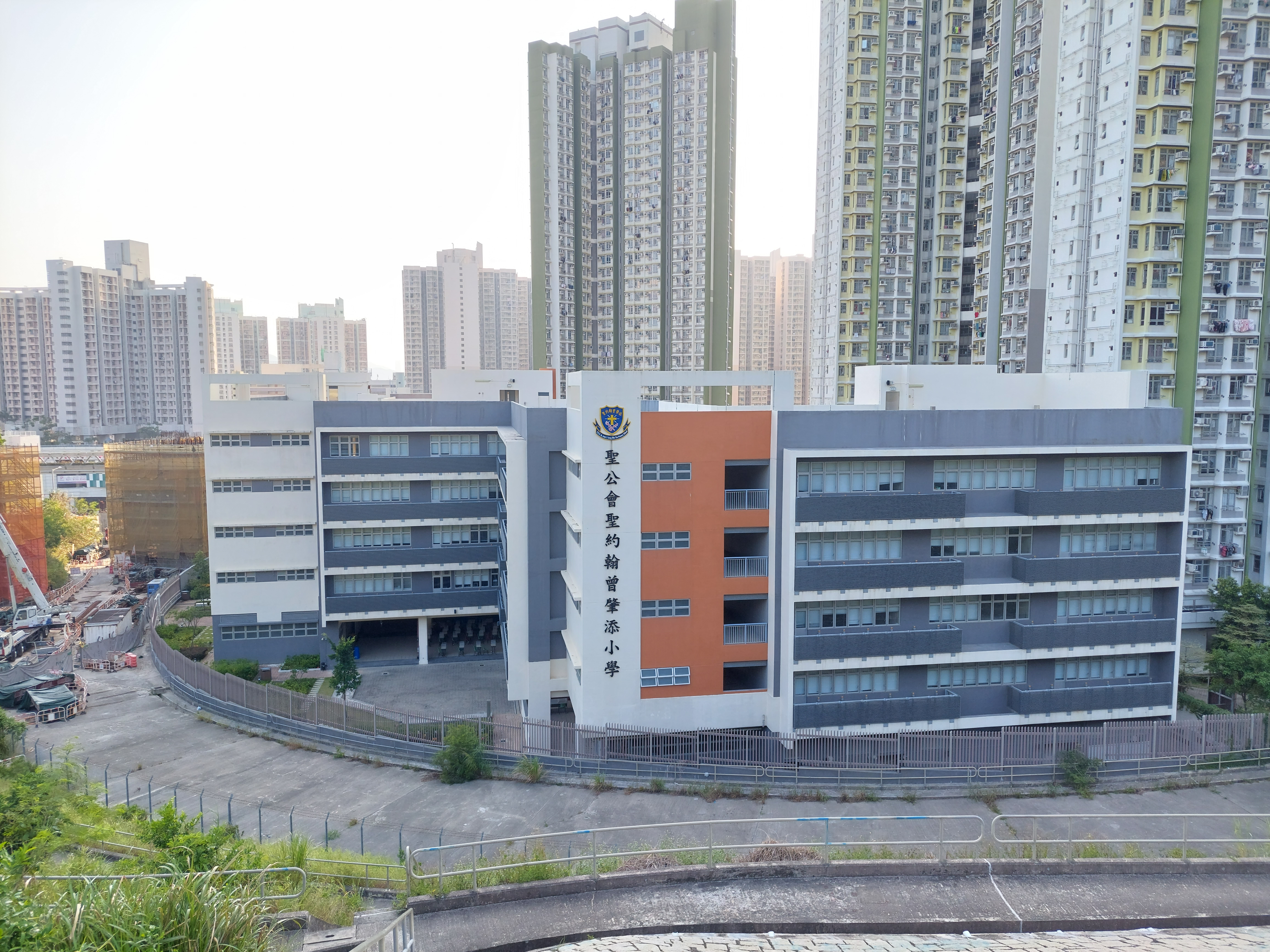
校舍東北面（2022年9月）

## 著名/傑出校友
聖公會聖約翰小學舊生
- 劉倩怡：香港唱片騎師

## 外部連結
- 聖公會聖約翰曾肇添小學網站 （页面存档备份，存于）

## 資料來源
1. ↑  . 香港聖公會. No. 1090. 1997-01-26: 5.
2. ↑   (PDF).   [2021-03-01]. （原始内容 (PDF)存档于2019-10-19）.
3. ↑  聖公會聖約翰曾肇添小學：學校歷史2009-2019
4. ↑  聖約翰小學明年遷校並易名 （页面存档备份，存于），《星岛日报》，2018-7-30
5. ↑  . 星島日報. 2020-04-27  [2021-03-02].
6. ↑  . 香港經濟日報. 2019-05-04  [2021-03-02].
7. ↑  小學概覽2020-聖公會聖約翰曾肇添小學
8. ↑   (PDF).   [2021-03-02]. （原始内容 (PDF)存档于2018-10-27）.
9. ↑   (PDF).   [2021-03-01]. （原始内容 (PDF)存档于2019-11-01）.
10. ↑   (PDF).   [2021-03-02]. （原始内容 (PDF)存档于2021-08-01）.